# Мустафа, Сана
Сана Мустафа — проживающая в США сирийская беженка, писательница, активистка и основательница некоммерческой организации. Сестра активистки и журналистки Вафа Мустафы.
Мустафа была одной из основателей Сети за голоса беженцев (которая позже стала Глобальной сетью под руководством беженцев) и соавтором книги «Мы — сирийцы» (We Are Syrians).

## Биография
Мустафа родилась в Сирии и изучала маркетинг в Дамасском университете.
Она участвовала в революционных процессах Арабской весны была арестована в 2011 году во время гражданской войны в Сирии.
Летом 2013 года Мустафа посетила США в рамках шестинедельной стипендии, финансируемой Государственным департаментом США, в ходе которой она посетила Вашингтон (округ Колумбия) и Университет Роджера Уильямса в Род-Айленде. Пока она находилась в США, её отец Али Мустафа, известный бизнесмен и политический активист, выступавший против президента Сирии Башара Асада, был похищен боевиками Шабиха в июле 2013 года. С момента похищения она ничего не слышала об отце.
Пока она была в США, она подала заявление на получение убежища и получила его. Тем временем её мать Ламия Зрейк и две сестры бежали из Сирии в Газиантеп в Турции, откуда они также подали заявление на получение убежища в США.
Мустафа переехала в квартиру в долине реки Гудзон в штате Нью-Йорк; её планы по переезду всей семьи в Соединённые Штаты были сорваны политикой Дональда Трампа в отношении беженцев. Её старшая сестра Вафа уехала из Турции в Германию, откуда продолжила свою активистскую деятельность. Ее мать и младшая сестра перебрались в Канаду.
В Нью-Йорке Мустафа работала в ресторане, репетитором арабского языка и няней. Она получила стипендию на изучение политологии в Бард-колледже и организовала конференцию «От выживания к процветанию: говорят сирийские беженцы» (From Surviving to Thriving: Syrian Refugees Speak).
В 2017 году в соавторстве с Найлой Аль-Атраш и Радваном Зиаде она написала книгу «Мы — сирийцы». В своём выступлении на конференции TED в 2019 году она говорила о необходимости включения беженцев в политические решения. Разочарование в связи с отсутствием инклюзивности побудило её поучаствовать в создании Сети голосов беженцев и во Всемирном саммите ООН по беженцам в 2019 году. Сеть голосов беженцев позже стала Глобальной сетью под руководством беженцев.
В 2020 году Мустафа работала заместителем директора по партнерству и взаимодействию в Asylum Access в Канаде, а в 2022 году она стала генеральным директором.